# Favelândia
Favelândia é um distrito do município brasileiro de Bom Jesus da Lapa, no interior do estado da Bahia. Segundo o censo demográfico de 2022, realizado pelo Instituto Brasileiro de Geografia e Estatística (IBGE), sua população era de 2 963 habitantes e havia 1 040 domicílios particulares permanentes ocupados. Foi criado pela lei municipal nº 169 de 14 de março de 2003.
De acordo com o IBGE, em 2010 a população era de 3 865 habitantes e havia 1 323 domicílios particulares.